# Gare de Châteaulin-Embranchement
Gare de Châteaulin-Embranchement vasútállomás Franciaországban, Châteaulin településen.

## Vasútvonalak
Az állomást az alábbi vasútvonalak érintik:
- Savenay–Landerneau-vasútvonal

## Kapcsolódó állomások
A vasútállomáshoz az alábbi állomások vannak a legközelebb:
- Gare de Pont-de-Buis (Gare de Landerneau, Savenay–Landerneau-vasútvonal)
- Gare de Quéménéven (Gare de Savenay, Savenay–Landerneau-vasútvonal)